# Arian Moayed

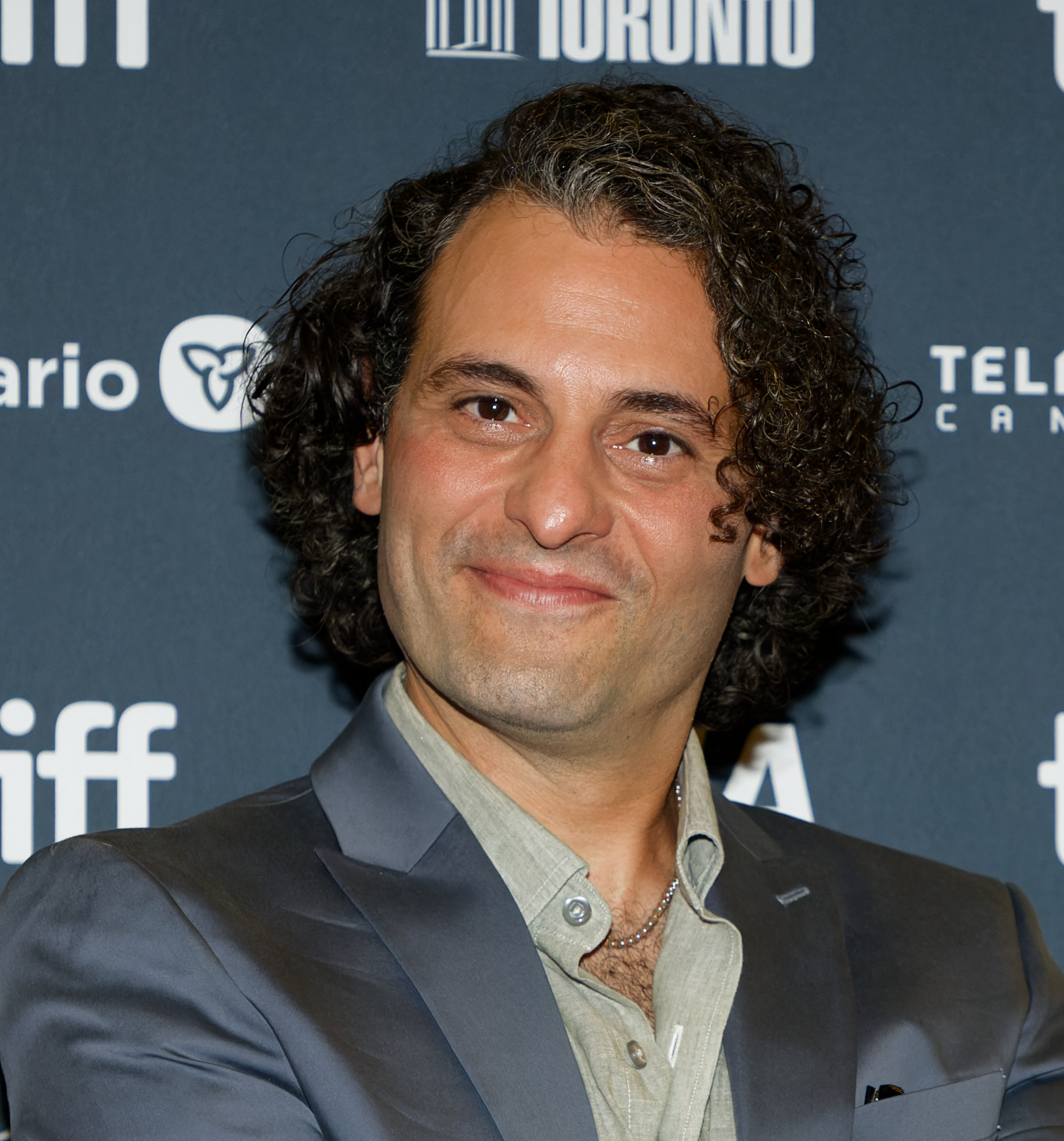
Arian Moayed (2024)

Arian Moayed (* 15. April 1980 im Iran) ist ein US-amerikanischer Schauspieler, Autor und Regisseur.

## Leben und Karriere
Arian Moayed wurde am 15. April 1980 im Iran, Vorderasien geboren. Sein Vater ist von Beruf Banker, seine Eltern verließen den Iran nach der iranischen Revolution von 1979. Die Familie ließ sich in Glenview, Illinois, einem Vorort von Chicago, nieder, als Arian fünf Jahre alt war.
Arian machte 1998 seinen Abschluss an der Glenbrook South Highschool. Anschließend erwarb er 2002 einen Bachelor-Abschluss an der Indiana University. Während des Studiums spielte er in Stücken von Samuel Beckett, Carlos Goldoni und William Shakespeare mit.
Nachdem Arian das College besucht hatte, zog er nach Manhattan, wo er zusammen mit dem Regisseur Tom Ridgely, der auch sein Zimmergenosse an der Indiana University war, das Waterwell, ein Theater-, Bildungs-, Filmunternehmen mit einem Sitz in New York, gründete.
Arian spielte die Rolle des Musa in Rajiv Josephs Bengalischer Tiger im Zoo von Bagdad, wo Aian an der Seite von Robin Williams auftrat. Für diese Darstellung erhielt Arian bei den 65. Tony Awards im Jahr 2011 eine Tony-Award-Nominierung als Bester Hauptdarsteller in einem Theaterstück. Außerdem wurde er für den Drama League Award nominiert und erhielt einen Theatre World Award.
Als Autor und Regisseur schrieb Arian seinen ersten Kurzfilm, mit dem Namen Overdue, der auf dem Cinequest Film Festival uraufgeführt und auf der Website The Business of Being Born veröffentlicht wurde.
Seit 2018 spielt Arian die Rolle des Stewy Hosseini in der HBO-Serie Succession.

## Filmografie
- 2003: Philenie Says Sorry (Kinofilm)
- 2003–2004: Late Night with Conan O’Brien (Fernsehserie, 3 Folgen)
- 2004–2010: Law & Order: Criminal Intent (Fernsehserie, 2 Folgen)
- 2005: Law & Order (Fernsehserie, 1 Folge)
- 2006: Six Degrees (Fernsehserie, 1 Folge)
- 2007: Law & Order: Special Victims Unit (Fernsehserie, 1 Folge)
- 2007: Arranged (Kinofilm)
- 2007: M.O.N.Y. (Fernsehserie, 1 Folge)
- 2008: The Christians (Kinofilm)
- 2009: White Collar (Fernsehserie, 1 Folge)
- 2011: Roadie (Fernsehserie, 1 Folge)
- 2013: The Following (Fernsehserie, 2 Folgen)
- 2014: Appropriate Behavior (Kinofilm)
- 2014: Believe (Fernsehserie, 7 Folgen)
- 2014: Black Box (Fernsehserie, 1 Folge)
- 2014: Rosewater (Kinofilm)
- 2014: Saint Janet (Kinofilm)
- 2015: The Blacklist (Fernsehserie, 1 Folge)
- 2015: Elementary (Fernsehserie, 1 Folge)
- 2015: The Rumperbutts (Kinofilm)
- 2015: Rock the Kasbah (Kinofilm)
- 2017: Mr. Mercedes (Fernsehserie, 1 Folge)
- 2017–2019: Madam Secretary (Fernsehserie, 11 Folgen)
- 2018–2023: Succession (Fernsehserie)
- 2019: Abe (Kinofilm)
- 2021: Love Life (Fernsehserie, 6 Folgen)
- 2021: Spider-Man: No Way Home (Kinofilm)
- 2022: Inventing Anna (Fernsehserie)
- 2022: Ms. Marvel (Fernsehserie, 3 Episoden)
- 2023: You Hurt My Feelings
- 2023: Retribution
- 2024–2025: Elsbeth (Fernsehserie, 2 Folgen)
- 2025: Fountain of Youth